# Salsola etoshensis
Salsola etoshensis är en amarantväxtart som beskrevs av Viktor Petrovitj Botjantsev. Salsola etoshensis ingår i släktet sodaörter, och familjen amarantväxter. Inga underarter finns listade i Catalogue of Life.